# آنوشاوان آبوویان
آنوشاوان موُسسی آبوویان (ارمنی: Անուշավան Մովսեսի Աբովյան؛ زادهٔ ۱۶ اکتبر ۱۸۶۲ - درگذشته ژانویه ۱۹۳۸)، رمان‌نویس اهل ارمنستان بود.

## زندگی‌نامه
وی در ۱۶ اکتبر ۱۸۶۲ در روستای اودزون در تومانیان (استان لوری)، ارمنستان به دنیا آمد. وی همکلاسی و دوست هوهانس تومانیان بود. تحصیلات ابتدایی را در جلال‌اوغلی (استپاناوان کنونی)، ارمنستان فرا گرفت و بیشتر عمر خویش را در تفلیس سپری نمود. آبوویان از سال ۱۹۳۸ عضو اتحادیه نویسندگان شوروی بود. وی در ژانویه ۱۹۳۸ در ۷۵ سالگی درگذشت.
مضمون اصلی نثر وی زندگانی در روستاهای ارمنستان شرقی می‌باشد.